# Zeb Wells
Zeb Wells (28 aprile 1977) è un fumettista, regista e sceneggiatore statunitense.
È noto soprattutto per i suoi lavori con la Marvel Comics, oltre a essere il regista e sceneggiatore per la serie animata Robot Chicken e co-creatore e showrunner di SuperMansion.

## Carriera
Wells è uno scrittore e doppiatore vincitore di Primetime Emmy e Annie Award per la serie animata Robot Chicken, incluso Robot Chicken: Star Wars Episodio II, nominato agli Emmy. In seguito ha diretto la sesta e la settima stagione di Robot Chicken. Wells ha scritto per vari fumetti tra cui Eroi in vendita, Civil War: Giovani Vendicatori/Runaways e The Amazing Spider-Man. Nel 2006 ha firmato un contratto esclusivo con la Marvel Comics. Inoltre ha scritto i fumetti Venom: Dark Origin e la serie tie-in Dark Reign: Elektra.
Ha scritto venti dei primi ventuno numeri del terzo volume di Nuovi Mutanti, una serie che ha lanciato con l'artista Diogenes Neves, incluso il crossover Necrosha. Parallelamente a quella serie ha scritto Amazing Spider-Man Presents: Anti-Venom –New Ways To Live. Nel novembre 2011, Wells ha lanciato la serie Avenging Spider-Man con l'artista Joe Madureira. In seguito ha scritto due miniserie con il personaggio di Carnage assieme all'artista Clayton Crain, intitolati Faida di famiglia e Carnage USA. Nel 2015 Wells ha co-creato la serie animata in stop-motion SuperMansion, dirigendo la prima stagione.
Nel 2021, Wells è stato annunciato nel cast degli scrittori della trama di Amazing Spider-Man: Beyond. Un anno dopo è stato rivelato che sarebbe stato lo scrittore principale di The Amazing Spider-Man insieme all'artista John Romita Jr. a partire dall'aprile 2022.

## Filmografia

### Regista
- Übermansion, regia di Zeb Wells (2013)
- Robot Chicken - serie televisiva, 43 episodi (2012-2015)
- SuperMansion - serie animata, 13 episodi (2015)
- Shifty, regia di Zeb Wells (2016)
- Project Runaway: Bell Bottom Edition, regia di Zeb Wells (2017)

### Sceneggiatore
- Robot Chicken - serie televisiva, 83 episodi (2007-2017)
- Titan Maximum - serie animata, 5 episodi (2009)
- Team Unicorn - serie televisiva, 2 episodi (2010-2011)
- Saber - serie televisiva, 1 episodio (2012)
- Übermansion, regia di Zeb Wells (2013)
- Hell and Back, regia di Tom Gianas e Ross Shuman (2015)
- SuperMansion - serie animata, 21 episodi (2015-2019)
- She-Hulk - serie televisiva (2022)
- Deadpool & Wolverine, regia di Shawn Levy (2024)

## Doppiatori italiani
Da doppiatore è sostituito da:
- Nanni Baldini in Robot Chicken
- Oreste Baldini in Robot Chicken
- Antonella Baldini in Robot Chicken

## Premi e riconoscimenti
Primetime Emmy Awards
- 2009 - Nomination come miglior programma d'animazione per Robot Chicken: Star Wars Episodio II
- 2010 - Miglior corto animato per Robot Chicken
- 2011 - Nomination come miglior programma d'animazione per Robot Chicken: Star Wars Episodio III
- 2011 - Nomination come miglior corto animato per Robot Chicken
- 2012 - Nomination come miglior corto animato per Robot Chicken
- 2013 - Nomination come miglior corto animato per Robot Chicken
- 2014 - Nomination come miglior corto animato per Robot Chicken
- 2015 - Nomination come miglior corto animato per Robot Chicken

Annie Awards
- 2009 - Miglior scrittura in una produzione televisiva animata o formato breve per Robot Chicken: Star Wars Episodio II
- 2011 - Miglior scrittura in una produzione televisiva per Robot Chicken: Star Wars Episodio III
- 2012 - Nomination come musica in una produzione animata per Robot Chicken